# Кидановка
Кидано́вка (укр. Киданівка) — село, входит в Богуславский район Киевской области Украины.
Население по переписи 2001 года составляло 743 человека. Почтовый индекс — 09743. Телефонный код — 4561. Занимает площадь 3,2 км². Код КОАТУУ — 3220682701.

## Местный совет
09743, Киевская обл., Богуславский р-н, с. Кидановка

## История
Село было в составе Исайковской волости Каневского уезда Киевской губернии. В селе Кидановка была Михайловская церковь. Священнослужители Михайловской церкви:
- 1799 — священник Василий Петрович Терешкевич
- 1866 — священник Степан Яковлевич Гаевский